# جسی مشبورن
جسی مشبورن (انگلیسی: Jesse Mashburn؛ زادهٔ ۱۴ فوریه ۱۹۳۳) ورزشکار دو و میدانی اهل ایالات متحده آمریکا بود.
وی در مسابقات کشوری و بین‌المللی در مجموع برندهٔ ۱ مدال طلا شده‌است.